# Encantado
Encantado és un barri de classe mitjana i mitjana-baixa localitzat en la Zona Nord carioca. Partido Alto, Telenovel·la de la Rede Globo, va ser, en part, ambientada allà.
És un dels que formen la regió del Grande Méier. Té com a límits els barris d'Água Santa, Piedade, Abolição i Engenho de Dentro. El seu IDH, l'any 2000, era de 0,877, el 35 millor de la ciutat de Rio.

## Història
És tallat pel Ferrocarril Central do Brasil, administrada per Supervia, i per la via expressa Linha Amarela. L'estació ferroviària va ser desactivada a l'inici de la dècada dels 70. A Encantado van viure el poeta Cruz i Sousa i Aracy de Almeida, cantant i jurat del programa Sílvio Santos. Retratat en la telenovel·la de la Rede Globo Partido Alto, d'Aguinaldo Silva i Gloria Perez, el barri té aquest nom per una llegenda que parla d'un drapaire que va desaparèixer com per encant en les aigües llavors clares del Riu Faria.

## Dades
El barri d'Encantado forma part de la regió administrativa del Méier. Els barris integrants de la regió administrativa són: Abolição, Água Santa, Cachambi, Encantado, Engenho de Dentro, Engenho Novo, Jacaré, Lins de Vasconcelos, Méier, Piedade, Pilares, Riachuelo, Rocha, Sampaio, São Francisco Xavier i Todos os Santos.